# دانيل لوبيز كروز
دانيل لوبيز كروز (بالبرتغالية: Daniel Lopez Cruz‏) (6 يناير 1982 بسالفادور في البرازيل - ) هو لاعب كرة قدم برازيلي في مركز الدفاع. لعب مع بوغون شتشين وليغيا وارسو ونادي بارانا ونادي جوفنتودي ونادي فيتوريا ونادي قبله ونادي كوريتيبا ونافال ونادي سي آر بي ونادي كورينثيانس ألاغوانو ونادي موجي ميريم وRio Branco Sport Club ‏.

## روابط خارجية
- دانيل لوبيز كروز على موقع قاعدة بيانات كرة القدم.إي يو (الإنجليزية)
- دانيل لوبيز كروز على موقع Soccerway.com (الإنجليزية)